# HMS Blyth (M111)
«Sublocotenent Ion Ghiculescu» (до 2022 року — «HMS Блайт»; англ. HMS Blyth) — кораблем класу Сандаун британського королівського флоту. Він є другим судном, яке носить таку назву. Першим є тральщик класу Бангор часів Другої світової війни, вимпел номер J15.
Разом зі своєю родичем кораблем, Ramsey, вони були розгорнуті на Близькому Сході для операції Ейнтрі в 2007 і 2008 роках, щоб перевірити можливості цього корабля в умовах жаркого клімату і підтримувати силою боєготовності в регіоні. Екіпажі інших суден класу Sandown були замінені на двох кораблях.
HMS Blyth базувався на британській базі Jufair в Бахрейні як один з чотирьох мінних тральщиків 9-ї ескадрильї протимінних заходів , які підтримувалися десантним кораблем класу «Bay» Королівського допоміжного флоту на операції Kipion до 2020 року, коли його замінив MS Penzance.
«Бліт» і «Ремсі» були виведені з експлуатації на спільній церемонії в Розайті 4 серпня 2021 року.